# Myriospora smaragdula
Espèce
Synonymes
- Myriospora smaragdula (Wahlenb.) Nageli, 1853 (préféré par NCBI)[1]

Acarospora smaragdula est une espèce de lichen. Son thalle, crustacé, est très polymorphe. Il se présente sous la forme d'écailles de couleur jaunâtre à rouille où sont enfoncées cinq à huit apothécies.

## Écologie
Acarospora smaragdula croît le plus souvent sur des roches de nature siliceuse, parfois riches en métaux lourds. Il s'agit d'une espèce cosmopolite, présente sur tous les continents.